# Rödbrun sporrgök
Rödbrun sporrgök (Centropus unirufus) är en fågel i familjen gökar inom ordningen gökfåglar.

## Utseende
Rödbrun sporrgök är en 38–42 cm lång gök med helt rödbrun fjäderdräkt. Runt ögat syns gul bar hud. Ögat är ljusbrun, näbben är grönaktig med gul spets och fötterna är svarta.

## Utbredning och systematik
Fågeln förekommer i norra Filippinerna (Luzon, Polillo och Catanduanes). Den behandlas som monotypisk, det vill säga att den inte delas in i några underarter. Arten är troligen närmast släkt med svartmaskad sporrgök.

## Levnadssätt
Arten hittas i bergsskogar med tät undervegetation samt i snåriga låglänta skogar med bambu. Där ses den på eller nära marken, men även uppe i träd. Kunskap saknas om både föda och häckningsbiologi.

## Status
IUCN kategoriserar arten som nära hotad.